# Bußakt von Attigny
Der Bußakt von Attigny ist eine öffentliche Buße des Kaisers Ludwig der Fromme, die im Jahr 822 in der Königspfalz Attigny geleistet wurde, um politische Fehler der vergangenen Jahre zu bereuen, das Ansehen seiner Herrschaft wiederherzustellen und für seine Politik eine breitere Unterstützung zu gewinnen.

## Vorgeschichte
Ludwig der Fromme hatte im Jahr 814 die Nachfolge seines Vaters angetreten und in der Folgezeit seine Macht zu sichern versucht, indem er alle Mitglieder des karolingischen Herrscherhauses ins Kloster verbannte oder unter strenge Aufsicht stellte, die er als potenziell gefährlich ansah.
Im Juli 817 machte Ludwig mit der Ordinatio imperii seinen ältesten Sohn Lothar zum Mitkaiser und überging damit die Ansprüche seines Neffen Bernhard, den Sohn seines verstorbenen älteren Bruders Pippin, der noch von Karl dem Großen zum König der Langobarden gemacht worden war. Bernhard rebellierte, verbündete sich mit einer Reihe Adliger gegen den Kaiser und seine Söhne, gab den Kampf aber bald auf und unterwarf sich in Chalon-sur-Saône seinem Onkel. Aber anstatt Bernhard zu begnadigen, ließ Ludwig ihn verhaften. Eine Reichsversammlung in Aachen verurteilte ihn und seine Unterstützer im Frühjahr 818 zum Tode, Bischöfe wurden auf Verdacht abgesetzt und  Ludwigs Halbbrüder ins Kloster gesteckt. Ludwig wandelte Bernhards Strafe in Blendung um, was für dessen politische Zukunft das gleiche wie der Tod bedeutete, da der Regierungsfähigkeit damit ein Ende gesetzt wurde. Zwei Tage nach der Vollstreckung des Urteils, am 17. April 818, starb Bernhard an den erlittenen Verletzungen.

## Ludwigs Buße
Den Umgang, den Ludwig der Fromme mit den engsten Angehörigen seiner Familie pflegte, und insbesondere der (nicht beabsichtigte) Tod Bernhards brachten Ludwig als Herrscher so sehr in Missgunst, dass er wenige Monate nach dem Tod seines engen Beraters Benedikt von Aniane († 11. Februar 821), Mitte Oktober 821 auf einer Reichsversammlung in Thionville die Anhänger Bernhards begnadigte und die seit langem bestehende Verbannung seiner Vettern Adalhard und Wala aufhob. Kurz darauf wurden die verbannten Halbbrüder mit herausgehobenen geistlichen Ämtern entschädigt – all dies als „Versuch, für die unveränderten Ziele einen breiteren Rückhalt zu erreichen“.
Da diese Amnestie offenbar nicht ausreichte, wurde auf Wunsch der Geistlichkeit in dem „Bedürfnis, die Überwindung der Zerwürfnisse auch religiös zu manifestieren“, für den Monat August des Jahres 822 eine kombinierte Reichsversammlung und Synode in die Königspfalz Attigny einberufen. Auf dieser Versammlung legte der Kaiser freiwillig ein öffentliches Schuldbekenntnis ab, das sein Handeln Bernhard gegenüber im Besonderen, aber auch den übrigen Familienangehörigen im Allgemeinen umfasste, und unterwarf sich einer Kirchenbuße, deren Inhalt jedoch nicht überliefert ist.
Bei diesem Bußakt kamen Ludwig die anwesenden Kleriker zu Hilfe, indem sie ihrerseits Verfehlungen bekannten und Besserung versprachen, so dass zum einen der Kaiser mit seinem Schritt nicht alleine blieb, zum anderen die Synode sich zukunftsweisend als Reformsynode präsentieren konnte. Diesmal erreichte Ludwig sein Ziel: Seine Herrschaft war für die nächsten Jahre stabilisiert und kam erst wieder in eine kritische Phase, als er daranging, den Fehler von 817 ein zweites Mal zu machen, indem er damit begann, seinen Sohn Karl, den ihm seine zweite Ehefrau Judith im Juni 823 schenkte, entgegen der geltenden Ordinatio imperii als Miterben zu berücksichtigen.
Abweichend von der Sicht beschreibt der Historiker Franz-Reiner Erkens Ludwigs Bußakt „nicht einen Tiefpunkt der kaiserlichen Herrschaft und den Beginn einer unaufhaltsamen Talfahrt der imperialen Macht, … sondern den Höhepunkt von Ludwigs sazerdotalem Wirken als für den Schutz der Kirche und das Seelenheil aller Menschen verantwortlicher Gottesdiener und Sachwalter des Höchsten, … für den als Herrscheraufgabe nichts wichtiger erscheinen muss, als das Reich und sich selbst mit Gott zu versöhnen.“